# روي خورخي
روي خورخي هو لاعب كرة قدم برتغالي، ولد في 7 يونيو 1995 في غيمارايش في البرتغال. لعب مع نادي ديبورتيفو داس أيفيس.

## وصلات خارجية
- روي خورخي على موقع قاعدة بيانات كرة القدم.إي يو (الإنجليزية)
- روي خورخي على موقع Soccerway.com (الإنجليزية)